# 안광열
안광열(安光烈, 1930년 11월 1일 ~ 2024년 2월 24일)은 대한민국의 체육인이다.

## 경력
- 전북레슬링협회 초대 전무이사
- 전북레슬링협회 부회장
- 도쿄올림픽 국제심판
- 세계선수권대회 감독
- 대한주택공사 레슬링팀 감독
- 세계선수권대회 단장